# Temporada 2006 del fútbol colombiano
La Temporada 2006 del fútbol colombiano abarcó todas las actividades relativas a campeonatos de fútbol profesional, nacionales e internacionales, disputados por clubes colombianos, y por las selecciones nacionales de este país, en sus diversas categorías.

## Torneos locales

### Categoría Primera A

#### Apertura
- Final

| Fecha                                                  | Ciudad | Equipo local    | Resultado | Equipo visitante |
| ------------------------------------------------------ | ------ | --------------- | --------- | ---------------- |
| 21 de junio                                            | Cali   | Deportivo Cali  | 0 - 1     | Deportivo Pasto  |
| 25 de junio                                            | Pasto  | Deportivo Pasto | 1 - 1     | Deportivo Cali   |
| Deportivo Pasto es campeón por marcador global de 2-1. |        |                 |           |                  |

| Colombia                              |
| Campeón Deportivo Pasto Primer título |

#### Finalización
- Final

| Fecha                                                   | Ciudad | Equipo local     | Resultado | Equipo visitante |
| ------------------------------------------------------- | ------ | ---------------- | --------- | ---------------- |
| 17 de diciembre                                         | Cúcuta | Cúcuta Deportivo | 1 - 0     | Deportes Tolima  |
| 20 de diciembre                                         | Ibagué | Deportes Tolima  | 1 - 1     | Cúcuta Deportivo |
| Cúcuta Deportivo es campeón por marcador global de 2-1. |        |                  |           |                  |

| Colombia                               |
| Campeón Cúcuta Deportivo Primer título |

#### Reclasificación
Contiene la sumatoria de los puntajes obtenidos por cada equipo en los Torneo Apertura y Torneo Finalización de la Primera A. Define a los tres equipos que jugarán la Copa Libertadores 2007 y los dos que estarán en la Copa Sudamericana 2007.
| Pos | Equipo                 | Pts | PJ | G  | E  | P  | GF | GC | Dif |
| --- | ---------------------- | --- | -- | -- | -- | -- | -- | -- | --- |
| 1.  | Cúcuta Deportivo       | 92  | 50 | 27 | 11 | 12 | 67 | 45 | 22  |
| 2.  | Deportes Tolima        | 88  | 50 | 25 | 13 | 12 | 89 | 51 | 38  |
| 3.  | Deportivo Pasto        | 82  | 50 | 23 | 13 | 14 | 70 | 53 | 17  |
| 4.  | Atlético Nacional      | 75  | 48 | 22 | 9  | 17 | 62 | 49 | 13  |
| 5.  | Millonarios            | 69  | 48 | 19 | 12 | 17 | 61 | 60 | 1   |
| 6.  | Deportivo Cali         | 66  | 44 | 17 | 15 | 12 | 55 | 46 | 9   |
| 7.  | Once Caldas            | 63  | 42 | 17 | 12 | 13 | 61 | 56 | 5   |
| 8.  | Atlético Huila         | 58  | 42 | 17 | 7  | 18 | 49 | 60 | -11 |
| 9.  | Boyacá Chicó           | 57  | 42 | 15 | 12 | 15 | 48 | 47 | 1   |
| 10. | Deportivo Pereira      | 55  | 42 | 14 | 13 | 15 | 53 | 52 | 1   |
| 11. | Independiente Medellín | 55  | 42 | 16 | 7  | 19 | 56 | 57 | -1  |
| 12. | Deportes Quindío       | 54  | 36 | 16 | 6  | 14 | 42 | 42 | 0   |
| 13. | Santa Fe               | 44  | 36 | 11 | 11 | 14 | 58 | 62 | -4  |
| 14. | América de Cali        | 40  | 36 | 11 | 7  | 18 | 40 | 58 | -18 |
| 15. | Atlético Bucaramanga   | 37  | 36 | 10 | 7  | 19 | 39 | 55 | -16 |
| 16. | Junior                 | 37  | 36 | 9  | 10 | 17 | 41 | 58 | -17 |
| 17. | Envigado F. C.         | 34  | 36 | 8  | 10 | 18 | 34 | 54 | -20 |
| 18. | Real Cartagena         | 32  | 36 | 9  | 5  | 22 | 31 | 47 | -16 |

 Pts=Puntos; PJ=Partidos jugados; G=Partidos ganados; E=Partidos empatados; P=Partidos perdidos; GF=Goles a favor; GC=Goles en contra; DIF=Diferencia de gol.
|  | Campeón, clasificado a la fase de grupos de la Copa Libertadores 2007. |
|  | Clasificado a la primera fase de la Copa Libertadores 2007.            |
|  | Clasificado a la Copa Sudamericana 2007.                               |

### Categoría Primera B
| Colombia                         |
| Campeón La Equidad Primer título |

#### Serie de promoción
Valledupar F. C. se enfrentó al penúltimo(17°) de la tabla de descenso de la Primera A, el Atlético Huila.
| Fecha                                                                                          | Ciudad     | Equipo local     | Resultado | Equipo visitante |
| ---------------------------------------------------------------------------------------------- | ---------- | ---------------- | --------- | ---------------- |
| 22 de noviembre                                                                                | Valledupar | Valledupar F. C. | 0 - 1     | Atlético Huila   |
| 29 de noviembre                                                                                | Neiva      | Atlético Huila   | 2 - 0     | Valledupar F. C. |
| Atlético Huila permanece en la Primera A para la temporada 2007 con el marcador global de 3-0. |            |                  |           |                  |

### Ascensos y descensos
Los ascensos y descensos en el fútbol colombiano se definen por la Tabla de descenso, la cual promedia las campañas 2004-I, 2004-II, 2005-I, 2005-II, 2006-I, 2006-II. Los puntos de la tabla se obtienen de la división del puntaje total entre partidos jugados.
El último en dicha tabla descenderá a la Categoría Primera B dándole el ascenso directo al campeón de la segunda categoría. Por su parte el equipo que ocupe el penúltimo lugar  en la Tabla de descenso, disputará la serie de promoción ante el subcampeón de la Primera B en partidos de ida y vuelta.
En la Tabla de descenso no cuentan los partidos por cuadrangulares semifinales ni final del campeonato. Únicamente los de la fase todos contra todos.

#### Tabla del descenso
| Pos | Equipo                 | PTS | PJ  |
| --- | ---------------------- | --- | --- |
| 1.  | Atlético Nacional      | 186 | 108 |
| 2.  | Deportes Tolima        | 179 | 108 |
| 3.  | Deportivo Cali         | 174 | 108 |
| 4.  | América de Cali        | 172 | 108 |
| 5.  | Once Caldas            | 170 | 108 |
| 6.  | Independiente Medellín | 160 | 108 |
| 7.  | Deportivo Pasto        | 152 | 108 |
| 8.  | Atlético Junior        | 149 | 108 |
| 9.  | Independiente Santa Fe | 146 | 108 |
| 10. | Cúcuta Deportivo       | 145 | 108 |
| 11. | Atlético Bucaramanga   | 139 | 108 |
| 12. | Millonarios            | 139 | 108 |
| 13. | Deportes Quindío       | 135 | 108 |
| 14. | Boyacá Chicó           | 134 | 108 |
| 15. | Deportivo Pereira      | 133 | 108 |
| 16. | Real Cartagena         | 130 | 108 |
| 17. | Atlético Huila         | 128 | 108 |
| 18. | Envigado F. C.         | 122 | 108 |

|  | Disputó y ganó la serie de promoción |
|  | Descendido a la Categoría Primera B  |

Pts=Puntos; PJ=Partidos jugados; Prom=Promedio para el descenso
| Categorías          | Equipo descendido | Equipo ascendido |
| ------------------- | ----------------- | ---------------- |
| Primera A Primera B | Envigado F. C.    | La Equidad       |

## Torneos internacionales

### Copa Libertadores
Los representativos colombianos fueron:
| Equipo   | Pt | PJ | PG | PE | PP | GF | GC | DG |
| -------- | -- | -- | -- | -- | -- | -- | -- | -- |
| Santa Fe | 13 | 8  | 4  | 1  | 3  | 12 | 11 | 1  |

- Eliminado en octavos de final por Guadalajara.

| Equipo            | Pt | PJ | PG | PE | PP | GF | GC | DG |
| ----------------- | -- | -- | -- | -- | -- | -- | -- | -- |
| Atlético Nacional | 10 | 8  | 3  | 1  | 4  | 13 | 14 | -1 |

- Eliminado en octavos de final por Liga de Quito.

| Equipo         | Pt | PJ | PG | PE | PP | GF | GC | DG |
| -------------- | -- | -- | -- | -- | -- | -- | -- | -- |
| Deportivo Cali | 1  | 6  | 0  | 1  | 5  | 9  | 16 | -7 |

- Eliminado en el Grupo 4.

### Copa Sudamericana
Los representativos colombianos fueron:
| Equipo          | Pt | PJ | PG | PE | PP | GF | GC | DG |
| --------------- | -- | -- | -- | -- | -- | -- | -- | -- |
| Deportes Tolima | 9  | 6  | 2  | 3  | 1  | 9  | 10 | -1 |

- Eliminado en octavos de final por Pachuca.

| Equipo                 | Pt | PJ | PG | PE | PP | GF | GC | DG |
| ---------------------- | -- | -- | -- | -- | -- | -- | -- | -- |
| Independiente Medellín | 1  | 2  | 0  | 1  | 1  | 2  | 4  | -2 |

- Eliminado en primera fase por Deportes Tolima.

## Selección nacional

### Partidos de laSelección Colombiamayor en 2006
| Fecha        | Lugar                                          | Rival     | Marcador | Competencia | Goles de Colombia                           |
| ------------ | ---------------------------------------------- | --------- | -------- | ----------- | ------------------------------------------- |
| 1 de marzo   | Estadio Pachencho Romero Maracaibo, Venezuela  | Venezuela | 1 - 1    | Amistoso    | Elkin Soto 71'                              |
| 23 de mayo   | Giants Stadium East Rutherford, Estados Unidos | Ecuador   | 1 - 1    | Amistoso    | Elkin Soto 55'                              |
| 27 de mayo   | Soldier Field Chicago, Estados Unidos          | Rumania   | 0 - 0    | Amistoso    | -                                           |
| 30 de mayo   | Estadio de Silesia Chorzów, Polonia            | Polonia   | 1 - 2    | Amistoso    | Elkin Murillo 20' Luis Enrique Martínez 63' |
| 2 de junio   | Borussia Park Mönchengladbach, Alemania        | Alemania  | 3 - 0    | Amistoso    | -                                           |
| 4 de junio   | Camp Nou Barcelona, España                     | Marruecos | 2 - 0    | Amistoso    | Hugo Rodallega 41' Elkin Soto 86'           |
| 16 de agosto | Estadio Nacional de Chile Santiago, Chile      | Chile     | 1 - 2    | Amistoso    | Léider Preciado 68' Elkin Soto 88'          |